# خاویر سانچز
 خاویر سانچز (انگلیسی: Javier Sánchez؛ زاده ۱ فوریهٔ ۱۹۶۸) یک تنیس‌باز اهل اسپانیا است.